# Islamitische begraafplaats
Een islamitische begraafplaats moet aan enkele speciale regels voldoen voor de moslims. Zo moeten de graven zo worden gericht dat de overledene altijd op de rechterzij met het hoofd naar Saoedische stad Mekka, de zogenaamde qibla, kan worden begraven.
Men moet zorgen voor eeuwige grafrust op een islamitische begraafplaats. Het graf mag niet geruimd worden in verband met het geloof in de wederopstanding op de Dag des oordeels.
In Nederland en België bevinden de meeste begraafplaatsen voor moslims zich op de openbare begraafplaatsen. Echter ervaren veel moslims de afwezigheid van eeuwige grafrust op deze openbare begraafplaatsen als een grote tekortkoming. Begin 2023 is door de moslimgemeenschap de grootste Islamitische begraafplaats van Nederland geopend in Arnhem. Op Maqbara Rawdah al Moslimin, zoals de bijzondere Islamitische begraafplaats heet, is begraven met oneindige grafrust mogelijk gemaakt.